# 鍾貝琪
鍾貝琪（Chung Pui Ki,Vicky，1998年2月2日—），生於香港，香港女子足球員，司職後衛、位置彈性，現時效力香港女子足球聯賽球隊傑志女子足球隊。

## 早年經歷
鍾貝琪早於小學三年級就跟鄰居男童踢足球，小學老師更特意為她招募隊友，組建校隊參賽。升讀聖芳濟各書院首年鍾貝琪一度嫌悶放棄足球，直至於小學時期多次與其交手的同學李頴欣特邀加盟校隊，為免自己聾啞母親再被嘲笑，鍾貝琪決定重投足球運動，於2011年應邀入校隊及加盟車路士足球學校（香港），並於2014年7月為所屬球會贏得「德盛安聯少年足球挑戰盃」，獲主辦單位選為女子組MVP及安排赴德國拜仁慕尼黑集訓營深造。 
參加集訓營後鍾貝琪逐漸成為校隊主力，畢業後時有代表母校參加賽馬會北區中學女子七人足球聯賽(N-League)賽事，同李頴欣成為校隊三連冠的關鍵人物，尤其於2017年曾於一場N-League賽事獨力射入七球，刷新單場最多入球紀錄。

## 球會生涯

### 加盟傑志
2017年9月，愉園體育會足球部宣布成立女子隊，大部份車路士足球學校（香港）球員獲引薦加盟該隊新興豪門，唯獨鍾貝琪選擇加盟剛重組女子隊的傑志，於當季聯賽揭幕戰就要與昔日隊友正面交鋒，但仍能助新球隊小勝1比0，最後助球隊以季內全勝的佳績贏得重組後第一項聯賽冠軍。

### 加盟基爾馬諾克
2019年9月16日，鍾貝琪申請工作簽證去蘇格蘭發展，在當地乙組球會基爾馬諾克落班，與早已外流的秦正行一起做隊友。10月15日，鍾貝琪首次為迎球會上陣，更要以正選身份踢完全場，協助球隊以2比0擊敗巴特里。

## 代表香港
2016年尾鍾貝琪曾於亞洲足協女子U-19錦標賽外圍賽對塔吉克取得入球，此後曾參加兩屆省港盃及雅加達亞運，助香港隊歷史性晉身該屆亞運八強。

## 個人榮譽
| 榮譽                  | 次數        | 年度        |
| 本 土 聯 賽           | 本 土 聯 賽 | 本 土 聯 賽 |
| --------------------- | ----------- | ----------- |
| 香港女子足球聯賽 冠軍 | 1           | 2017–18     |